# Mašićka Šagovina
Mašićka Šagovina (1900-ig Šagovina) falu Horvátországban, Bród-Szávamente megyében. Közigazgatásilag Okucsányhoz tartozik.

## Fekvése
Bródtól légvonalban 59, közúton 69 km-re északnyugatra, Pozsegától   légvonalban 30, közúton 43 km-re nyugatra, községközpontjától légvonalban 8, közúton 12 km-re északkeletre, a Psunj-hegység lejtőin, a Trnava-patak partján fekszik.

## Története
Ság várát és uradalmát II. András 1210-ben kelt oklevele említi először, melyben a templomosok lovagrendjét megerősíti többek között az egykor Pozsega várához tartozott Lesnissa és Racessan földjeinek birtokában és leírja e földek határait. A török 1544-ben foglalta el és náhije központjává tette. A vár a törökellenes harcokban teljesen elpusztult.
A török kiűzése után a 18. század elején főként Boszniából pravoszláv vlachok és katolikus horvátok települtek ide be létrehozva Šagovinát, mely már a 18. században is két település volt. A pravoszláv település (a mai Mašićka Šagovina) a gradiskai ezredhez, a katolikus település (a mai Cernička Šagovina) pedig Pozsega vármegyéhez tartozott. Mašićka Šagovina az első katonai felmérés térképén „Dorf Schagovin” néven található. Lipszky János 1808-ban Budán kiadott repertóriumában „Sagovina” néven szerepel. 
Nagy Lajos 1829-ben kiadott művében „Sagovina” néven 70 házzal, 74 katolikus és 284 ortodox vallású lakossal találjuk. A gradiskai határőrezredhez tartozott, majd a katonai közigazgatás megszüntetése után Pozsega vármegyéhez csatolták. A 19. század végén és a 20. század elején Csehországból az olcsó földek miatt cseh családok települtek ide.
1857-ben 175, 1910-ben 236 lakosa volt. Az 1910-es népszámlálás szerint lakosságának 74%-a szerb, 25%-a cseh anyanyelvű volt. Ekkor a másik Šagovinától való megkülönböztetésül a szomszédos Mašićról a Šagovina Mašićka nevet kapta. Pozsega vármegye Újgradiskai járásának része volt. Az első világháború után 1918-ban az új szerb-horvát-szlovén állam, majd később (1929-ben) Jugoszlávia része lett.
1991-től a független Horvátországhoz tartozik. 1991-ben lakosságának 90%-a szerb, 8%-a horvát nemzetiségű volt. A délszláv háború során a település már a háború elején 1991 tavaszán szerb ellenőrzés alá került. 1995. május 2-án a „Bljesak-95” hadművelet második napján foglalta vissza a horvát hadsereg. A szerb lakosság legnagyobb része elmenekült. 2011-ben a településnek 7 lakosa volt.

## Lakossága
| Lakosság változása | Lakosság változása | Lakosság változása | Lakosság változása | Lakosság változása | Lakosság változása | Lakosság változása | Lakosság változása | Lakosság változása | Lakosság változása | Lakosság változása | Lakosság változása | Lakosság változása | Lakosság változása | Lakosság változása | Lakosság változása |
| ------------------ | ------------------ | ------------------ | ------------------ | ------------------ | ------------------ | ------------------ | ------------------ | ------------------ | ------------------ | ------------------ | ------------------ | ------------------ | ------------------ | ------------------ | ------------------ |
| 1857               | 1869               | 1880               | 1890               | 1900               | 1910               | 1921               | 1931               | 1948               | 1953               | 1961               | 1971               | 1981               | 1991               | 2001               | 2011               |
| 175                | 169                | 128                | 164                | 195                | 236                | 239                | 267                | 224                | 209                | 231                | 228                | 239                | 209                | 18                 | 7                  |

## Nevezetességei
Urunk mennybemenetele tiszteletére szentelt pravoszláv temploma a 20. század elején épült. A délszláv háborúban 1992-ben a frontvonalba esett, súlyos sérülések érték. Ma is romos állapotban áll.